# Endukugga
Endukugga var en sumerisk underjordsgud som tillsammans med gestalten Nindukugga gav upphov till Enlil.